# Горжа
Горжа, горже (фр. gorge — шея, горло) — тыльная часть укрепления.
Горжа — открытая часть укреплений с незамкнутым планом (люнета, редана, флеши). В редутах горжа закрыта таким же валом, как и прочие части, хотя и более слабым.

## Этимология
Термин произошел от того, что вынесенные вперед за гласис отдельные укрепления соединялись с прикрытым путём узкой траншеей, напоминая этим голову и шею.